# هاني الحديد
هاني شحاده سعود الحديد  أحد أبرز شيوخ عشيرة الحديد المعروفة في الأردن وبلاد الشام، ينحدر من نسل 
الشيخ صياح الحديد زعيم وشيخ عشيرة الحديد في الأردن إبان الدولة العثمانية، مواليد 1957. تلقى تعليمه الاساسي في مدرسة عبد الرحمن بن عوف الأساسية، انهى المرحلة الثانوية في مدارس الأردن.
يعتبر الشيخ هاني الحديد أكرم وأشجع شيخ في بلاد الشام.
درس القانون في جامعة بيروت، رئيس منتدى القويسمة الثقافي، ترأس الاتحاد الأردني للدراجات بداية عام 2000[1]، عضو نادي الفروسية الملكي ومالك خيول عربية، له العديد من المقالات السياسية التي تنشر في الصحف اليومية الأردنية، بالإضافة لتحليله السياسي على الفضائيات لكثير من القضايا القانونية والعشائرية. صاحب موقف ورأي. التمس من جلالة الملك عبد الله الثاني عند لقاءه به مع مجموعة من الشخصيات الأردنية بتاريخ 22-4-2021 العفو عن الموقفين بقضية «الفتنة» حيث وجه جلالته وطلب من المعنيين النظر في الآلية المناسبة للإفراج عن الموقوفين. له من الأولاد ثمانية جميعهم متعلمين ومنهم
في عام 2012 وبمناسبة عيد استقلال المملكة الأردنية الهاشمية كرمه صاحب السمو الملكي الأمير عاصم بن نايف بدرع العطاء والتميز تكريماً لجهوده في بناء الأردن الحديث ولجهوده المتواصلة في خدمة الوطن واصلاح ذات البيت.

## الأبناء
الدكتور هيثم الحديد- أستاذ التخطيط الاستراتيجي بجامعة ستانفورد بولاية فيرجينيا الأمريكية.
هشام الحديد - رجل أعمال، مدير عام ورئيس مجلس إدارة شركة الهيثم للشحن والتجارة- عضو هيئة مستثمري المناطق الحرة الأردنية وممثل القطاع الصناعي
الدكتور هاشم الحديد- أستاذ بكلية الآداب بجامعة الصداقة بين الشعوب في موسكو ويعمل في إدارة البث بقناة روسيا اليوم RT الناطقة باللغة العربية
وله من البنات 5 بنات جميعهن متعلمات ويحملن شهادات الدراسة العليا. 

## النشأة والحالة الاجتماعية
ينحدر الشيخ هاني الحديد من نسل الشيخ صياح الحديد زعيم وشيخ عشيرة الحديد في الأردن إبان الدولة العثمانية.
والده الشيخ شحاده سعود صياح الحديد تبرع من أملاكه الخاصة بأراضي واسعة في منطقة الوحدات في العاصمة عمان للأونروا لإيواء اللاجئين الفلسطينيين بعد النكبة الفلسطينية عام 1948.
مواليد 1957 في بلدة القويسمة جنوبي العاصمة عمان
له من الأبناء ثمانية -  3 أولاد و 5 بنات
الدكتور هيثم الحديد - أستاذ التخطيط الاستراتيجي بجامعة ستانفورد بولاية فيرجينيا الأمريكية.
هشام الحديد - رجل أعمال، مدير عام ورئيس مجلس إدارة شركة الهيثم للشحن والتجارة- عضو هيئة مستثمري المناطق الحرة الأردنية وممثل القطاع الصناعي
الدكتور هاشم الحديد - أستاذ بكلية الآداب بجامعة الصداقة بين الشعوب في موسكو ويعمل في إدارة البث بقناة روسيا اليوم RT الناطقة باللغة العربية وله  5  بنات جميعهن متعلمات ويحملن شهادات الدراسة العليا.
الشيخ هاني الحديد وسمو الأمير علي بن نايف

## المؤهلات العلمية
تلقى تعليمه الأساسي في مدرسة عبد الرحمن بن عوف في عمان
أنهى المرحلة الثانوية في مدارس الأردن. درس القانون في جامعة بيروت.
الشيخ هاني الحديد خلال رعايته اطلاق مبادرة الأردن عشيرتي للحد من العنف
2001 عضو مجلس استشاري محافظة العاصمة
رئيس منتدى القويسمة الثقافي
رئيس الاتحاد الأردني للدراجات سابقا
عضو نادي الفروسية الملكي
عضو نادي الرماية الملكي
الشيخ هاني الحديد يستقبل الملك عبد الله الثاني اثناء زيارته لبلقاوية عمان

## الجوائز والتكريم
عام 2012، وبمناسبة عيد استقلال المملكة الأردنية الهاشمية كرمه صاحب السمو الملكي الأمير عاصم بن نايف بدرع العطاء والتميز تكريماً لجهوده في بناء الأردن الحديث ولجهوده المتواصلة في خدمة الوطن واصلاح ذات البين.
1.       ^ «بتوجيه من العاهل الأردني.. الإفراج عن 16 متهماً في قضية» الفتنة"". اطلع عليه بتاريخ 02 أغسطس 2021